# Methodenkritik der Germanistik

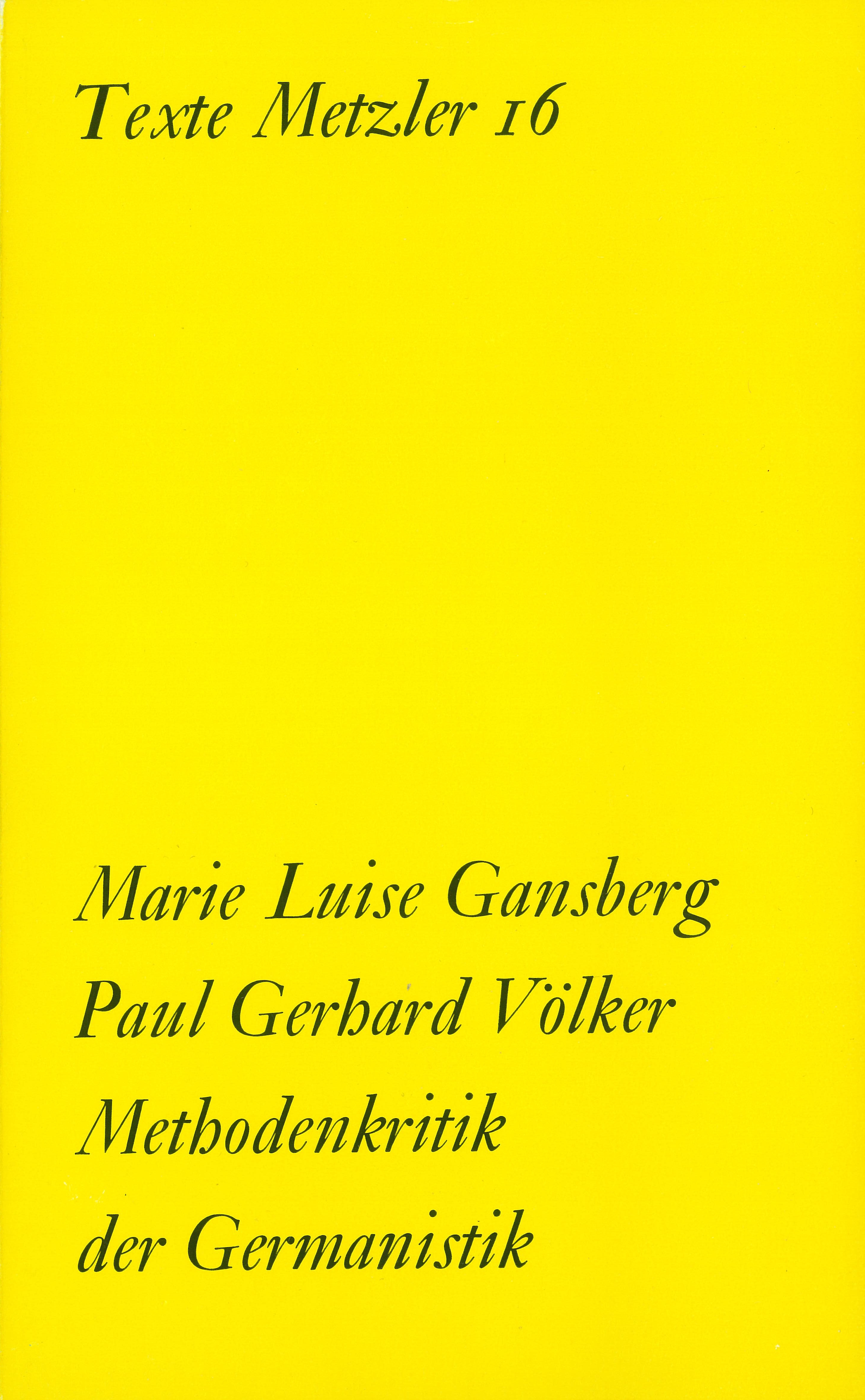

Methodenkritik der Germanistik – Materialistische Literaturtheorie und bürgerliche Praxis ist eine 1970 in der Reihe Texte Metzler herausgegebene Sammlung von drei Aufsätzen, die in vierter Auflage (10.‒13. Tausend) 1973 erschien. Sie enthält ein unveröffentlichtes Vortragsmanuskript der Neugermanistin Marie-Luise Gansberg (Zu einigen populären Vorurteilen gegen materialistische Literaturwissenschaft), einen Originalbeitrag des Altgermanisten Paul Gerhard Völker (Skizze einer marxistischen Literaturwissenschaft) sowie eine wiederabgedruckte Arbeit des Letztgenannten (Die inhumane Praxis einer bürgerlichen Wissenschaft. Zur Methodengeschichte der Germanistik). Das Duo unternahm laut Umschlagtext „den Versuch, in drei Aufsätzen […] eine Analyse der Methodengeschichte der Germanistik zu leisten, die sich auf Hermeneutik und normative Wertvorstellungen konzentriert. Sie erheben dabei den Vorwurf, dass die bürgerliche Literaturwissenschaft Wertungsontologie und Formtypologie in einem ungeschichtlichen Raum ansiedelt. Deshalb stellen sie das Subjekt der bürgerlichen Literatur, das Individuum als das ‚Ensemble gesellschaftlicher Verhältnisse‘, in das Zentrum der Literaturbetrachtung, in die die Geschichte als Notwendigkeit der Aufhebung verdinglichter menschlicher Beziehungen integriert wird.“

## Zeitgeschichtlicher Kontext
Die von der 68er-Bewegung hervorgerufene politische und kulturelle Aufbruchstimmung sollte einen prägenden Einfluss auf die deutsche Literaturwissenschaft in den folgenden Jahrzehnten ausüben. Damit einhergehend kam es zu einer generellen Kritik an der institutionalisierten Wissenschaft, die aufgrund ihrer Geschichts- und Gesellschaftsferne als Instrument bürgerlicher Herrschaftssicherung aufgefasst wurde. Die Methodenkritik der Germanistik ist Teil und Ausdruck dieser Umbruch- und Krisenzeit. In den darin enthaltenen Aufsätzen wird der Versuch deutlich, die traditionelle Germanistik unterschiedslos mit bürgerlicher Ideologie gleichzusetzen.

„Statt im Sinne der auf demokratische Modernisierungsschübe drängenden linksliberalen Reformer weiterhin auf die Herausbildung einer kritischen Öffentlichkeit zu hoffen, die es nach ihrer Meinung in einer kapitalistischen Wirtschafts- und Gesellschaftsordnung aufgrund der von den Kapitaleignern ausgeübten massenmedialen Beeinflussungstaktiken doch nie geben werde, empfanden es diese Gruppen ‒ im Bündnis mit der Arbeiterklasse ‒ als wesentlich sinnvoller, sich in den Dienst einer diesem System entgegengesetzten, auf die breiten Massen der Bevölkerung bezogenen Gegenöffentlichkeit zu stellen. Ihr Leitbuch war daher nicht mehr die noch auf linksliberal-reformerischen Konzepten beruhende Untersuchung Strukturwandel der Öffentlichkeit (1962) von Jürgen Habermas, sondern eher die 1972 publizierte Studie Öffentlichkeit und Erfahrung. Zur Organisationsanalyse von bürgerlicher und proletarischer Öffentlichkeit von Oskar Negt und Alexander Kluge. [...]
Im Hinblick auf die Germanistik herrschte in diesem Bereich zwar kein besonders lebhafter Praxisbezug, aber ein hohes Reflexionsniveau. Dafür sprechen die in diesen Jahren im Argument, in der Alternative, den Texten Metzler, den Fischer-Athenäum-Taschenbüchern, den Scriptor-Bänden und anderswo geführten Theoriediskussionen, in denen Walter Fähnders, Helga Gallas, Marie Luise Gansberg, Hans-Peter Herrmann, Michael Pehlke, Martin Rector, Dieter Richter, Peter Stein, Paul Gerhard Völker, Bernd Jürgen Warneken, Lienhard Wawrzyn und andere die bisherige Germanistik einer detaillierten Methodenkritik unterzogen und materialistisch-fundierte Geschichtskonzepte entwarfen.“

## Die Aufsätze im Überblick

### Zu einigen populären Vorurteilen gegen materialistische Literaturwissenschaft
Der Beitrag geht auf einen Vortrag zurück, gehalten Anfang 1969 vor Münchner Germanistik-Studierenden im Seminargebäude in der Schellingstraße. Im Zentrum stehen Begriff und Forschungsaufgabe der materialistischen Literaturwissenschaft. Die Frage „Was heißt materialistische Literaturwissenschaft?“ beantwortete die Verfasserin wie folgt: „Im Unterschied zur traditionellen Germanistik begreift materialistische Literaturwissenschaft ihren Gegenstand ‒ die Belletristik und die literarischen Zweckformen ‒ als dialektisches Moment im gesamtgesellschaftlichen Prozeß. Sie erkennt jeden Text als Produkt menschlicher Arbeit, entstanden durch und in Auseinandersetzung mit menschlicher Herrschaft. Das ästhetische Gebilde, das in der charakteristischen Auswahl bestimmter sprachlich-fiktionaler Formen eine gesamtgesellschaftliche Konstellation deutend umsetzt, wird wiederum zu einer gesellschaftlichen Kraft eigener Art. Im selben Maße, wie es ihm gelingt, die Schranken des falschen Bewußtseins zu übersteigen, vermittelt es im Spiel der Einbildungskraft Erkenntnis über die Gesellschaft, der es entstammt. Diese Erkenntnis ist sinnlich-spielerisch, im wesentlichen kritischer oder utopischer Natur.“
Zur Darlegung der materialistischen Methode erschien der Verfasserin die Form der Vorurteilskritik am günstigsten. Die vier Vorurteilssätze, zu denen ausführlich Stellung genommen wird, lauten:
1. Materialistische Literaturwissenschaft reduziert die Kunst, sie nimmt ihr die ästhetische und damit auch die eigentlich humane Qualität.
2. Materialistische Literaturwissenschaft verabsolutiert einen methodischen Ansatz, der zwar berechtigt ist, aber nur als einer unter anderen, als gleich-, nicht übergeordnet.
3. Materialistische Literaturwissenschaft spielt sich als Prophet einer Sache auf, die sich längst als eigene Disziplin etabliert hat: Verwiesen wird auf die Literatur-Soziologie.
4. Das Erkenntnis-Interesse der materialistischen Literaturwissenschaft ist unseriös, denn es ist parteilich.[8]

In Abgrenzung zu ihrem akademischen Lehrer Friedrich Sengle forderte Gansberg eine Abkehr von der „parteilichkeitsfreien Erkenntnis der Wahrheit“: „Nur eine radikale kritische Reflexion, die die dialektische Verflochtenheit von Klassenstruktur und erkennendem Bewußtsein nicht ausklammert, sondern ins Zentrum des Nachdenkens stellt, kann die objektiven Ursachen der Parteilichkeit des jeweiligen Werturteils rational einsichtig machen. Nur sie kann von der affirmativen Parteilichkeit befreien und die Richtung einer emanzipativen Parteilichkeit bestimmen.“ Nach Ansicht des Freiburger Germanisten Gerhard Kaiser verstößt dieses erkenntnistheoretische Postulat gegen alle Logik: „Sieht Gansberg nicht, daß auch die Feststellung des emanzipativen oder affirmativen Charakters einer Parteinahme eine Frage der Parteinahme ist?“

### Die inhumane Praxis einer bürgerlichen Wissenschaft
Der 1968 erstmals veröffentlichte Aufsatz hat die Methodengeschichte der Germanistik zum Thema. Völkers Augenmerk war insbesondere auf den ideologischen Charakter der bürgerlichen Methodenlehre gerichtet. Er kritisierte sowohl die bewusste Ausklammerung materialistischer Elemente als auch den vernachlässigten Bezug zur „wahren Geschichte“. In einem geschichtlichen Streifzug geht er auf verschiedene methodische Ansätze ein und kommt darüber zu dem Schluss, dass sich jede Wissenschaftsmethode als inhuman erweist, die das literarische Werk von seiner möglichen Wirkung in Zeit und Gesellschaft isoliert. Die Stoßrichtung von Völkers Kritik veranschaulichen am deutlichsten seine Ausführungen zum Verhältnis von Germanistik und faschistischem Staat 1933–1945: „Der Widerstand des kritischen Bewußtseins wird ausgeschaltet durch die Reduktion des geschichtlichen Individuums auf ein abstraktes Individuum, das auf seine Innerlichkeit verwiesen wird. Die Unterordnung des Einzelnen unter das Volksganze genügt jedoch noch nicht, die Tatsache der Klassengegensätze auszulöschen. Die Volksgemeinschaft selbst wird, um der Überprüfung mit der Realität zu entgehen, in eine mythische Urform versetzt. Das Ideal des Bauerntums und der angeblich seit germanischer Frühzeit bis hin zur Industrialisierung und Vermassung im 19. Jahrhundert rein bewahrten ständischen Gliederung sollen, auf die Gegenwart übertragen, die proletarische Gefahr auffangen. Hinter diesen Konstruktionen weiß die Germanistik bereits von der Unmöglichkeit dieses Versuchs. Aber selbst diese Erkenntnis benützt sie noch zu einer Sinngebung des Sinnlosen. Die Scheinpolemik gegen das Bürgertum ist ein immer wiederkehrender Versuch rhetorischer Art, sich von der eigenen Tradition zu lösen. In der Absage an bürgerliche Sekurität und in der Propagierung des Heroischen und des Tragischen, das keinen Bezug zur Schuld und zur Läuterung mehr hat, sondern nur in der völligen Sinnlosigkeit seine Erfüllung finden sollte, hat die Germanistik ihre äußerste unmenschliche Position erreicht und ist zur Verkünderin nazistischer Durchhalteparolen geworden.“

### Skizze einer marxistischen Literaturwissenschaft
An den Anfang dieses Originalbeitrages stellte Völker zwei programmatische Zitate, von denen das eine Karl Marx’ Zur Kritik der Hegelschen Rechtsphilosophie entstammt, das andere einem Brief von Friedrich Engels an Conrad Schmidt. Im Vordergrund steht die Intention, die Vorstellung einer unabhängigen Kunst als Schein aufzudecken. Gegen die bisherige marxistische Literaturwissenschaft wird der Einwand erhoben, dass für ihre Vertreter die Auffassung vom Kunstwerk als autonomer Größe bestimmend gewesen sei. Die Thematik der Losgebundenheit literarischer Interpretationen von der „Realität“, Gegenstand von Völkers vorstehendem Aufsatz, wird erneut aufgegriffen. Im weiteren Verlauf bemängelte der Verfasser den angeblichen Methodenpluralismus in der bürgerlichen Literaturwissenschaft, obwohl jeder grundsätzliche Streit über die eigentliche methodische Grundlage fehle.
Der Germanist Karl-Heinz Götze kritisierte an der Skizze einer marxistischen Literaturwissenschaft neben anderem, ihr Verfasser verkenne „sowohl den Charakter der bürgerlichen Gesellschaft als auch den Charakter der bürgerlichen Literatur“.

## Rezensionen
- Colin Good: Journal of European Studies: Literature and Ideas from the Renaissance to the Present 1, 1971, S. 179‒180.
- Christiaan L. Hart Nibbrig: Literaturästhetik, Methodologie und Gattungspoetik, in: Wirkendes Wort. Deutsche Sprache in Forschung und Lehre 21, 1971, 3, S. 187‒199, hier S. 190.
- Gert Mattenklott: Mitteilungen des Deutschen Germanistenverbandes 18, 1971, 1, S. 29‒30.
- Karl-Heinz Götze: Das Argument 14, 1972, Nr. 72 [Themenheft „Probleme der Ästhetik (IV). Literatur- und Sprachwissenschaft“], S. 352‒355.
- Tilman Krömer: Germanistik. Internationales Referatenorgan mit bibliographischen Hinweisen 13, 1972, S. 272 (Besprechung der 3., unveränd. Aufl. 1971).